# Бръмбари
Бръмбарите, наричани още твърдокрили насекоми (Coleoptera), са разред крилати насекоми с твърди предни криле (надкрилия, елитри).

## Разпространение
Бръмбарите са най-големия разред в царството на животните, като със своите приблизително 400 хил. вида обхващат около 40% от всички описани досега видове насекоми и около 25% от всички животни. Проучване от 2015 г. оцени общия брой видове бръмбари средно на около 1,5 милиона (от 0,9 до 2,1 милиона).
Те се срещат по целия свят, но най-много и най-разнообразни са в тропическите гори. Разпространени са включително в сладките води и по крайбрежията, навсякъде, където се намира вегетативна зеленина, от дървета и тяхната кора до цветя и листа, както и под земята в близост до корени – дори във вътрешността на растенията, във всяка жива, мъртва или гниеща растителна тъкан.

## Описание
Общата характерна особеност на насекомите от този разред е, че първият им чифт крила, наречени елитра са втвърдени, силно хитинизирани, наподобяват черупкови образувания и не участват активно в летежа. Насекомите летят като използват втория си чифт ципести крила, които са сгънати под надкрилията, когато не се използват.
Бръмбарите имат пълно превръщане, ларвите им са червеобразни, с ясно развита глава, с или без крака.
Насекомите от разред Coleoptera са твърде разнообразни по външен вид:
- могат да имат различна форма, а също така и различна големина – от 0,5 mm (при някои Ptiliidae) до 170 mm (Херкулесов бръмбар, Гигантски сечко)[8][9][10]
- могат да имат различна окраска;
- независимо от това, че всички те имат развити гризещи устни органи, при някои видове (хоботниците) устните органи са разположени върху удължение на главата, наподобяващо хобот.

## Еволюция
Най-старото известно фосилно насекомо, което недвусмислено прилича на бръмбар, е от долния пермски период преди около 270 млн. г. В края на Пермския свят около 30% от всички видове насекоми са изчезнали, така че вкаменелостите на насекомите включват само бръмбари от долния триас (преди 220 млн. г.). Приблизително по това време, във фосилните записи се появяват видовете, хранещи се с гъби, като Cupedidae. В етапите на горния триас започват да се появяват насекоми, хранещи се с водорасли като Triaplidae и Hydrophilidae, заедно с някои хищни водни бръмбари.
През 2009 г. е описан изкопаем бръмбар от Пенсилвания, изместващ произхода на бръмбарите към по-ранна дата – преди 318 до 299 млн. г. Вкаменелости от това време са открити в Азия и Европа, като например в Германия, Чехия и Русия. Налични са обаче само няколко вкаменелости от Северна Америка преди средния Перм, въпреки че Азия и Северна Америка са били обединени в Лавразия. Първите открития от Северна Америка, направени във формацията Уелингтън в Оклахома, са публикувани през 2005 и 2008 г.
По времето на периода юра (преди 210 – 145 млн. г.) се наблюдава драстично увеличаване на разнообразието от бръмбари, включително развитието и растежа на месоядни и тревопасни видове. В близост до горната юра Cupedidae намалява, но разнообразието на ранните растителноядни видове се увеличава. По времето на средната юра се появяват многобройни примитивни Curculionoidea и Elateroidea. Налични са над 150 изкопаеми от юра, повечето в Източна Европа и Северна Азия. Някои от най-известните находища са в Германия, Южен Казахстан, Северен Китай и Монголия.
По времето на креда разнообразието от Cupedidae и Archostemata намалява значително. Хищните земни бръмбари (Carabidae) и ровещите бръмбари (Staphylinidae) започват да се разпространяват по различни модели. Carabidae се срещат предимно в топлите райони, докато Staphylinidae предпочитат умерения климат. Първите копрофаги бръмбари са от горната креда и вероятно са живели от екскрементите на растителноядни динозаври. Възникват първите видове, при които ларвите и възрастните индивиди са адаптирани към водния начин на живот. Изкопаеми от умерения климатичен пояс на креда са открити в Европа и Азия. Фосили от долната креда са открити в Северна Бразилия, Испания и Австралия, а от горната креда – в Южен Казахстан и Русия.
Големите промени в климата по времето на кватернера накараха бръмбарите да променят географското си разпределение толкова много, че сегашното местоположение дава малко представа за биогеографската история на даден вид. Очевидно е, че географската изолация на популациите често е трябвало да бъде нарушавана, тъй като насекомите са се движели под влиянието на променящия се климат, причинявайки смесване на генофонди, бърза еволюция и изчезване, особено в средните ширини.

## Класификация
Разред бръмбари е разделен на 5 подразреда и включва над 170 семейства.
Разред Бръмбари
- Подразред †Protocoleoptera Crowson, (1975)
  - Надсемейство †Permocupedoidea Martynov, 1933
    - Семейство †Permocupedidae Martynov, 1933
    - Семейство †Taldycupedidae Rohdendorf, 1961

  - Надсемейство †Permosynoidea Tillyard, 1924
    - Семейство †Ademosynidae Ponomarenko, 1968
    - Семейство †Permosynidae Tillyard, 1924

  - Надсемейство †Tshekardocoleoidea Rohdendorf, 1944
    - Семейство †Labradorocoleidae Ponomarenko, 1969
    - Семейство †Oborocoleidae Kukalová, 1969
    - Семейство †Tshekardocoleidae Rohdendorf, 1944
- Подразред Adephaga Schellenberg, 1806
  - Семейство †Colymbotethidae Ponomarenko, 1993
  - Семейство †Coptoclavidae Ponomarenko, 1961
  - Семейство †Liadytidae Ponomarenko, 1977
  - Семейство †Parahygrobiidae Ponomarenko, 1977
  - Семейство †Triaplidae Ponomarenko, 1977
  - Семейство †Tritarsidae Hong, 2002
  - Семейство Amphizoidae LeConte, 1853
  - Семейство Бегачи (Carabidae) Latreille, 1802
  - Семейство Плавачи (Dytiscidae) Leach, 1815
  - Семейство Gyrinidae Latreille, 1802
  - Семейство Haliplidae Aube, 1836
  - Семейство Hygrobiidae Régimbart, 1878
  - Семейство Noteridae C.G. Thomson, 1860
  - Семейство Рисодиди (Rhysodidae) Laporte, 1840
  - Семейство Trachypachidae C.G. Thomson, 1857
- Подразред Archostemata Kolbe, 1908
  - Семейство †Magnocoleidae Hong, 1998
  - Семейство †Obrieniidae Zherikhin & Gratshev, 1994
  - Семейство †Triadocupedidae Ponomarenko, 1966
  - Семейство Crowsoniellidae Iablokoff-Khnzorian, 1983
  - Семейство Cupedidae Laporte, 1836
  - Семейство Jurodidae Ponomarenko, 1985
  - Семейство Micromalthidae Barber, 1983
  - Семейство Ommatidae Sharp and Muir, 1912
- Подразред Myxophaga Crowson, 1955
  - Семейство †Asiocoleoidea Rohdendorf, 1961
  - Семейство †Rhombocoleoidea Rohdendorf, 1961
  - Семейство †Schizophoroidea Ponomarenko, 1968
  - Семейство Hydroscaphidae LeConte, 1874
  - Семейство Lepiceridae Hinton, 1936
  - Семейство Sphaeriusidae (Microsporidae) Erichson, 1845
  - Семейство Torridincolidae Steffan, 1964
- Подразред Всеядни насекоми (Polyphaga) Emery, 1886
  - Инфраразред Bostrichiformia Forbes, 1926
    - Надсемейство Bostrichoidea Latreille, 1802
      - Семейство Хлебни бръмбари (Anobiidae) Fleming, 1821
      - Семейство Bostrichidae Latreille, 1802
      - Семейство Кожояди (Dermestidae) Latreille, 1804
      - Семейство Jacobsoniidae Heller, 1926
      - Семейство Nosodendridae Erichson, 1846

    - Надсемейство Derodontoidea LeConte, 1861
      - Семейство Derodontidae LeConte, 1861

  - Инфраразред Cucujiformia Lameere, 1938
    - Надсемейство Chrysomeloidea Latreille, 1802
      - Семейство Сечковци (Cerambycidae) Latreille, 1802
      - Семейство Листояди (Chrysomelidae) Latreille, 1802
      - Семейство Megalopodidae Latreille, 1802
      - Семейство Orsodacnidae C. G. Thomson, 1869

    - Надсемейство Cleroidea Latreille, 1802
      - Семейство Acanthocnemidae Crowson, 1964
      - Семейство Chaetosomatidae Crowson, 1952
      - Семейство Cleridae Latreille, 1802
      - Семейство Melyridae Leach, 1815
      - Семейство Phloiophilidae Kiesenwetter, 1863
      - Семейство Phycosecidae Crowson, 1952
      - Семейство Prionoceridae Lacordaire, 1857
      - Семейство Trogossitidae Latreille, 1802

    - Надсемейство Cucujoidea Latreille, 1802
      - Семейство †Tetrameropseidae Kirejtshuk & Azar, 2008
      - Семейство Alexiidae Imhoff, 1856
      - Семейство Biphyllidae LeConte, 1861
      - Семейство Boganiidae Sen Gupta and Crowson, 1966
      - Семейство Bothrideridae Erichson, 1845
      - Семейство Byturidae Jacquelin du Val, 1858
      - Семейство Cavognathidae Sen Gupta and Crowson, 1966
      - Семейство Cerylonidae Billberg, 1820
      - Семейство Калинки (Coccinellidae) Latreille, 1807
      - Семейство Corylophidae LeConte, 1852
      - Семейство Cryptophagidae Kirby, 1937
      - Семейство Cucujidae Latreille, 1802
      - Семейство Discolomatidae Horn, 1878
      - Семейство Endomychidae Leach, 1815
      - Семейство Erotylidae Latreille, 1802
      - Семейство Helotidae Reitter, 1876
      - Семейство Hobartiidae Sen Gupta and Crowson, 1966
      - Семейство Kateretidae (Brachypteridae) Erichson in Agassiz, 1846
      - Семейство Laemophloeidae Ganglbauer, 1899
      - Семейство Lamingtoniidae Sen Gupta and Crowson, 1966
      - Семейство Languriidae Crotch, 1873
      - Семейство Latridiidae Erichson, 1842
      - Семейство Monotomidae Laporte, 1840
      - Семейство Лъскави бръмбари (Nitidulidae) Latreille, 1802
      - Семейство Passandridae Erichson, 1845
      - Семейство Phalacridae Leach, 1815
      - Семейство Phloeostichidae Reitter, 1911
      - Семейство Propalticidae Crowson, 1952
      - Семейство Protocucujidae Crowson, 1954
      - Семейство Silvanidae Kirby, 1937
      - Семейство Smicripidae Horn, 1879
      - Семейство Sphindidae Jacquelin du Val, 1860

    - Надсемейство Хоботни бръмбари (Curculionoidea) Latreille, 1802
      - Семейство †Ulyanidae Zherichin, 1993
      - Семейство Anthribidae Billberg, 1820
      - Семейство Attelabidae Billberg, 1820
      - Семейство Belidae Schönherr, 1826
      - Семейство Brentidae Billberg, 1820
      - Семейство Caridae Thompson, 1992
      - Семейство Хоботници (Curculionidae) Latreille, 1802
      - Семейство Ithyceridae Schönherr, 1823
      - Семейство Nemonychidae Bedel, 1882

    - Надсемейство Lymexyloidea Fleming, 1821
      - Семейство Lymexylidae Fleming, 1821

    - Надсемейство Tenebrionoidea Latreille, 1802
      - Семейство Aderidae Winkler, 1927
      - Семейство Anthicidae Latreille, 1819
      - Семейство Archeocrypticidae Kaszab, 1964
      - Семейство Boridae C. G. Thomson, 1859
      - Семейство Chalcodryidae Watt, 1974
      - Семейство Ciidae (Cisidae) Leach, 1819
      - Семейство Melandryidae Leach, 1815
      - Семейство Meloidae Gyllenhal, 1810
      - Семейство Mordellidae Latreille, 1802
      - Семейство Mycetophagidae Leach, 1815
      - Семейство Mycteridae Blanchard, 1845
      - Семейство Oedemeridae Latreille, 1810
      - Семейство Perimylopidae St. George, 1939
      - Семейство Prostomidae C. G. Thomson, 1859
      - Семейство Pterogeniidae Crowson, 1953
      - Семейство Pyrochroidae Latreille, 1807
      - Семейство Pythidae Solier, 1834
      - Семейство Ripiphoridae Gemminger and Harold, 1870
      - Семейство Salpingidae Leach, 1815
      - Семейство Scraptiidae Mulsant, 1856
      - Семейство Stenotrachelidae C. G. Thomson, 1859
      - Семейство Synchroidae Lacordaire, 1859
      - Семейство Чернотелки (Tenebrionidae) Latreille, 1802
      - Семейство Tetratomidae Billberg, 1820
      - Семейство Trachelostenidae Lacordaire, 1859
      - Семейство Trictenotomidae Blanchard, 1845
      - Семейство Ulodidae Pascoe, 1869
      - Семейство Zopheridae Solier, 1834

  - Инфраразред Elateriformia Crowson, 1960
    - Надсемейство Buprestoidea Leach, 1815
      - Семейство Бронзовки (Buprestidae) Leach, 1815
      - Семейство Schizopodidae LeConte, 1861

    - Надсемейство Byrrhoidea Latreille, 1804
      - Семейство Byrrhidae Latreille, 1804
      - Семейство Callirhipidae Emden, 1924
      - Семейство Chelonariidae Blanchard, 1845
      - Семейство Cneoglossidae Champion, 1897
      - Семейство Dryopidae Billberg, 1820
      - Семейство Elmidae Curtis, 1830
      - Семейство Eulichadidae Crowson, 1973
      - Семейство Heteroceridae MacLeay, 1825
      - Семейство Limnichidae Erichson, 1846
      - Семейство Lutrochidae Kasap and Crowson, 1975
      - Семейство Psephenidae Lacordaire, 1854
      - Семейство Ptilodactylidae Laporte, 1836

    - Надсемейство Dascilloidea Guerin-Meneville, 1843
      - Семейство Dascillidae Guérin-Méneville, 1843
      - Семейство Rhipiceridae Latreille, 1834

    - Надсемейство Elateroidea Leach, 1815
      - Семейство †Berendtimiridae Winkler, 1987
      - Семейство †Electrapatidae Iablokoff-Khnzorian, 1962
      - Семейство †Praelateriidae Dolin, 1973
      - Семейство Artematopodidae (Eurypogonidae) Lacordaire, 1857
      - Семейство Brachypsectridae Leconte and Horn, 1883
      - Семейство Cantharidae Imhoff, 1856
      - Семейство Cerophytidae Latreille, 1834
      - Семейство Drilidae Blanchard, 1845
      - Семейство Полски ковачи (Elateridae) Leach, 1815
      - Семейство Eucnemidae Eschscholtz, 1829
      - Семейство Светулки (Lampyridae) Latreille, 1817
      - Семейство Lycidae Laporte, 1836
      - Семейство Omalisidae Lacordaire, 1857
      - Семейство Omethidae LeConte, 1861
      - Семейство Phengodidae LeConte, 1861
      - Семейство Plastoceridae Crowson, 1972
      - Семейство Podabrocephalidae Pic, 1930
      - Семейство Rhinorhipidae Lawrence, 1988
      - Семейство Telegeusidae Leng, 1920
      - Семейство Throscidae (Trixagidae) Laporte, 1840

    - Надсемейство Scirtoidea Fleming, 1821
      - Семейство †Elodophthalmidae Kirejtshuk & Azar, 2008
      - Семейство †Mesocinetidae Kirejtshuk & Ponomarenko, 2010
      - Семейство Clambidae Fischer, 1821
      - Семейство Decliniidae Nikitsky et al., 1994
      - Семейство Eucinetidae Lacordaire, 1857
      - Семейство Scirtidae (Helodidae) Fleming, 1821

  - Инфраразред Скарабеовидни (Scarabaeiformia) Crowson, 1960
    - Надсемейство Пластинчатоусни (Scarabaeoidea) Latreille, 1802
      - Семейство †Lithoscarabaeidae Nikolajev, 1992
      - Семейство †Paralucanidae Nikolajev, 2000
      - Семейство Belohinidae Paulian, 1959
      - Семейство Bolboceratidae Laporte de Castelnau, 1840
      - Семейство Ceratocanthidae (Acanthoceridae) White, 1842
      - Семейство Diphyllostomatidae Holloway, 1972
      - Семейство Трупояди (Geotrupidae) Latreille, 1802
      - Семейство Glaphyridae MacLeay, 1819
      - Семейство Glaresidae Semenov-Tian-Shanskii and Medvedev, 1932
      - Семейство Hybosoridae Erichson, 1847
      - Семейство Рогачи (Lucanidae) Latreille, 1804
      - Семейство Ochodaeidae Mulsant and Rey, 1871
      - Семейство Passalidae Leach, 1815
      - Семейство Pleocomidae LeConte, 1861
      - Семейство Листороги бръмбари (Scarabaeidae) Latreille, 1802
      - Семейство Trogidae MacLeay, 1819

  - Инфраразред Staphyliniformia Lameere, 1900
    - Надсемейство Hydrophiloidea Latreille, 1802
      - Семейство Histeridae Gyllenhal, 1808
      - Семейство Hydrophilidae Latreille, 1802
      - Семейство Sphaeritidae Schuckard, 1839
      - Семейство Synteliidae Lewis, 1882

    - Надсемейство Staphylinoidea Latreille, 1802
      - Семейство Agyrtidae C.G. Thomson, 1859
      - Семейство Hydraenidae Mulsant, 1844
      - Семейство Leiodidae (Anisotomidae) Fleming, 1821
      - Семейство Ptiliidae Erichson, 1845
      - Семейство Scydmaenidae Leach, 1815
      - Семейство Мъртвояди (Silphidae) Latreille, 1807
      - Семейство Късокрили бръмбари (Staphylinidae) Latreille, 1802